# Distrito de Agen
El distrito de Agen es un distrito (en francés arrondissement) de Francia, que se localiza en el departamento de Lot y Garona (en francés Lot-et-Garonne), de la región de Aquitania. Cuenta con 12 cantones y 71 comunas.

## División territorial

### Cantones
Los cantones del distrito de Agen son:
1. Cantón de Agen-Centre
2. Cantón de Agen-Nord
3. Cantón de Agen-Nord-Est
4. Cantón de Agen-Ouest
5. Cantón de Agen-Sud-Est
6. Cantón de Astaffort
7. Cantón de Beauville
8. Cantón de Laplume
9. Cantón de Laroque-Timbaut
10. Cantón de Port-Sainte-Marie
11. Cantón de Prayssas
12. Cantón de Puymirol

### Comunas
| 1. Agen (47001)                    | 2. Aiguillon (47004)                    | 3. Astaffort (47015)                | 4. Aubiac (47016)                     |
| 5. Bajamont (47019)                | 6. Bazens (47022)                       | 7. Beauville (47025)                | 8. Blaymont (47030)                   |
| 9. Bon-Encontre (47032)            | 10. Bourran (47038)                     | 11. Boé (47031)                     | 12. Brax (47040)                      |
| 13. Cassignas (47050)              | 14. Castelculier (47051)                | 15. Castella (47053)                | 16. Caudecoste (47060)                |
| 17. Cauzac (47062)                 | 18. Clermont-Dessous (47066)            | 19. Clermont-Soubiran (47067)       | 20. Colayrac-Saint-Cirq (47069)       |
| 21. Cours (47073)                  | 22. La Croix-Blanche (47075)            | 23. Cuq (47076)                     | 24. Dondas (47082)                    |
| 25. Engayrac (47087)               | 26. Estillac (47091)                    | 27. Fals (47092)                    | 28. Foulayronnes (47100)              |
| 29. Frégimont (47104)              | 30. Galapian (47107)                    | 31. Granges-sur-Lot (47111)         | 32. Grayssas (47113)                  |
| 33. Lacépède (47125)               | 34. Lafox (47128)                       | 35. Lagarrigue (47129)              | 36. Laplume (47137)                   |
| 37. Laroque-Timbaut (47138)        | 38. Laugnac (47140)                     | 39. Layrac (47145)                  | 40. Lusignan-Petit (47154)            |
| 41. Madaillan (47155)              | 42. Marmont-Pachas (47158)              | 43. Moirax (47169)                  | 44. Monbalen (47171)                  |
| 45. Montpezat (47190)              | 46. Nicole (47196)                      | 47. Le Passage (47201)              | 48. Pont-du-Casse (47209)             |
| 49. Port-Sainte-Marie (47210)      | 50. Prayssas (47213)                    | 51. Puymirol (47217)                | 52. Roquefort (47225)                 |
| 53. Saint-Caprais-de-Lerm (47234)  | 54. Saint-Hilaire-de-Lusignan (47246)   | 55. Saint-Jean-de-Thurac (47248)    | 56. Saint-Martin-de-Beauville (47255) |
| 57. Saint-Maurin (47260)           | 58. Saint-Nicolas-de-la-Balerme (47262) | 59. Saint-Pierre-de-Clairac (47269) | 60. Saint-Robert (47273)              |
| 61. Saint-Romain-le-Noble (47274)  | 62. Saint-Salvy (47275)                 | 63. Saint-Sardos (47276)            | 64. Saint-Sixte (47279)               |
| 65. Saint-Urcisse (47281)          | 66. Sainte-Colombe-en-Bruilhois (47238) | 67. Sauvagnas (47288)               | 68. La Sauvetat-de-Savères (47289)    |
| 69. Sauveterre-Saint-Denis (47293) | 70. Sérignac-sur-Garonne (47300)        | 71. Tayrac (47305)                  |                                       |